# Urbania
Urbania é uma comuna italiana da região dos Marche, Província de Pesaro e Urbino, com cerca de 6.932 habitantes (2019). Estende-se por uma área de 77 km², tendo uma densidade populacional de 86 hab/km². Faz fronteira com Acqualagna, Apecchio, Cagli, Fermignano, Peglio, Piobbico, Sant'Angelo in Vado, Urbino.

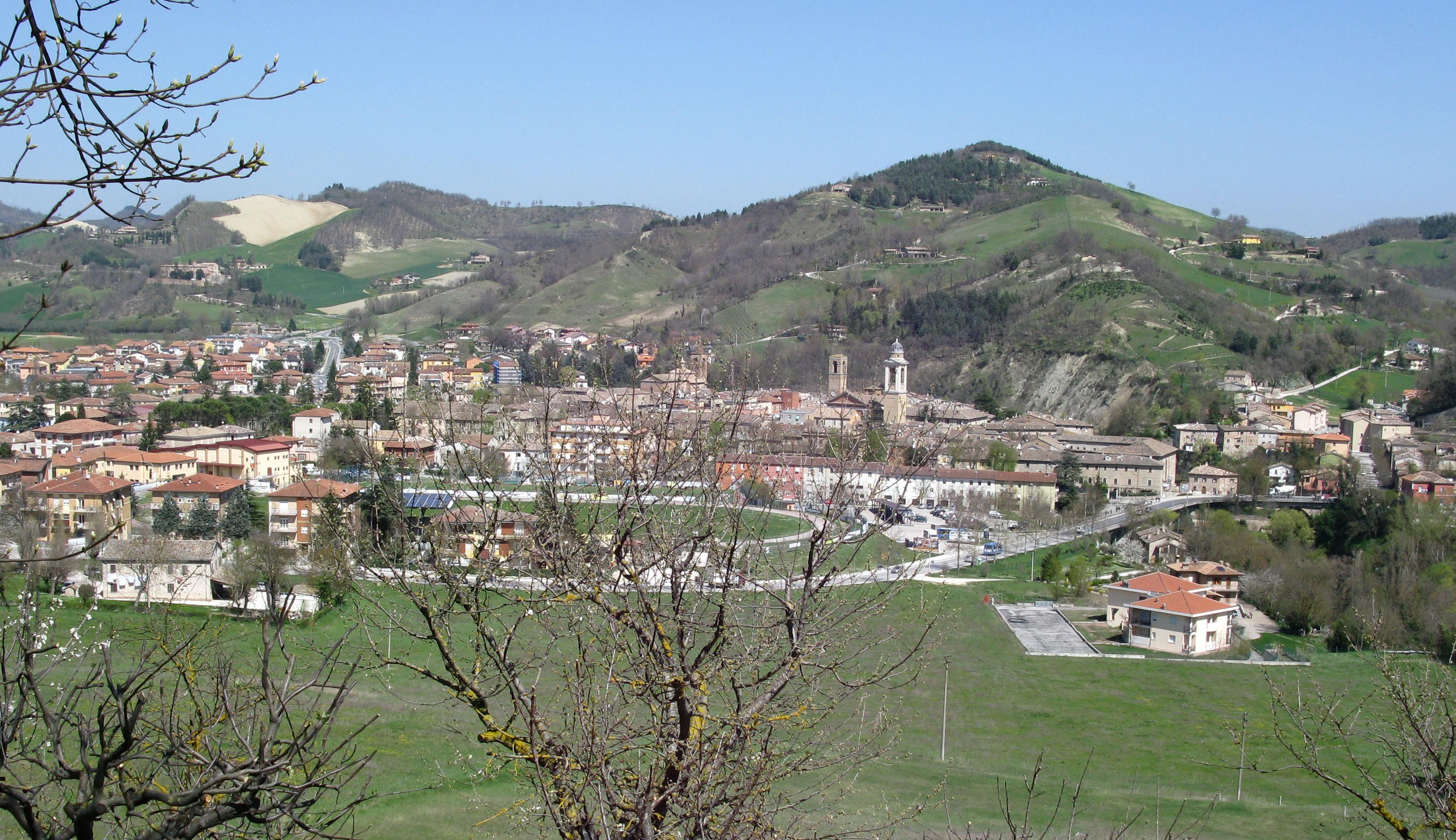
Urbania.